# Michail Ossipowitsch Mikeschin

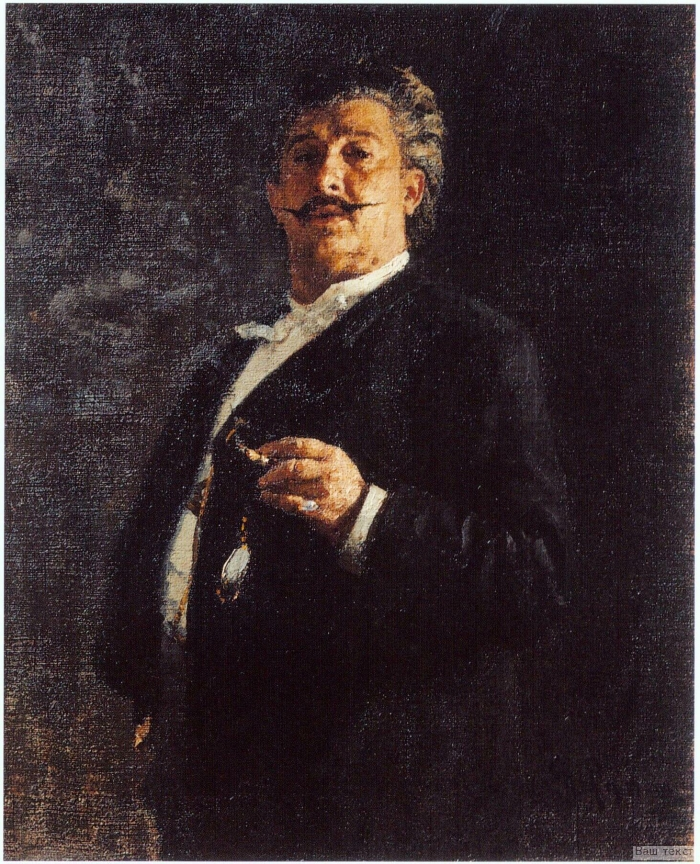
Ilja Repin anno 1888: Michail Mikeschin

Michail Ossipowitsch Mikeschin (russisch Михаил Осипович Микешин, wiss. Transliteration Michail Osipovič Mikešin; * 9. Februarjul. / 21. Februar 1835greg. in Roslawl; † 19. Januarjul. / 31. Januar 1896greg. in St. Petersburg) war ein russischer Bildhauer und Maler, der viel für die Romanow-Dynastie gearbeitet hat und eine Vielzahl von Denkmälern und Statuen in den größten Städten des Russischen Reiches entwarf.
Zwischen 1852 und 1858 besuchte Mikeschin die Kaiserliche Akademie der Künste. Seine vom Romantismus beeinflusste Darstellung patriotischer Motive brachte ihm bald Sympathien der russischen Zarenfamilie, und er wurde beauftragt, der Großen Fürstin (im Russischen Reich Gemahlin des jüngeren Bruders des Zaren) die Malerei beizubringen.
Obwohl seine Stärke in der Malerei großer Schlachten lag, gewann Mikeschins Entwurf im von der Öffentlichkeit mit großem Interesse verfolgten Wettbewerb für das Nowgoroder Denkmal Tausend Jahre Russland im Jahr 1859. Von diesem Zeitpunkt an hatte er eine Vielzahl an Aufträgen. Er illustrierte das vorherrschende Motto „Autokratie, Orthodoxie und Volkstum“ in seinen monumentalen Statuen von Kusma Minin in Nischni Nowgorod, von Alexei Greig in Nikolajew und Zar Alexander II. in Rostow am Don.
Nur wenige Monumente von Mikeschin überlebten die Sowjet-Ära. Dazu gehört das Denkmal Katharinas der Großen in Sankt Petersburg (enthüllt 1873), das Bohdan-Chmelnyzkyj-Denkmal in Kiew (1888) und das von Jermak in Nowotscherkassk (1904). Mikeschin gehört ebenso die Autorenschaft von mehreren Monumenten im Ausland, zum Beispiel der Statue von Peter IV. in Lissabon.
In den Jahren 1876 bis 1878 war Mikeschin der Herausgeber des satirischen Magazins „Ptschela“ (die Biene), in dem er seine Karikaturen und Illustrationen zu den Werken von Nikolai Gogol und Taras Schewtschenko publizierte. Michail Mikeschin starb am 31. Januar 1896 in Sankt Petersburg.

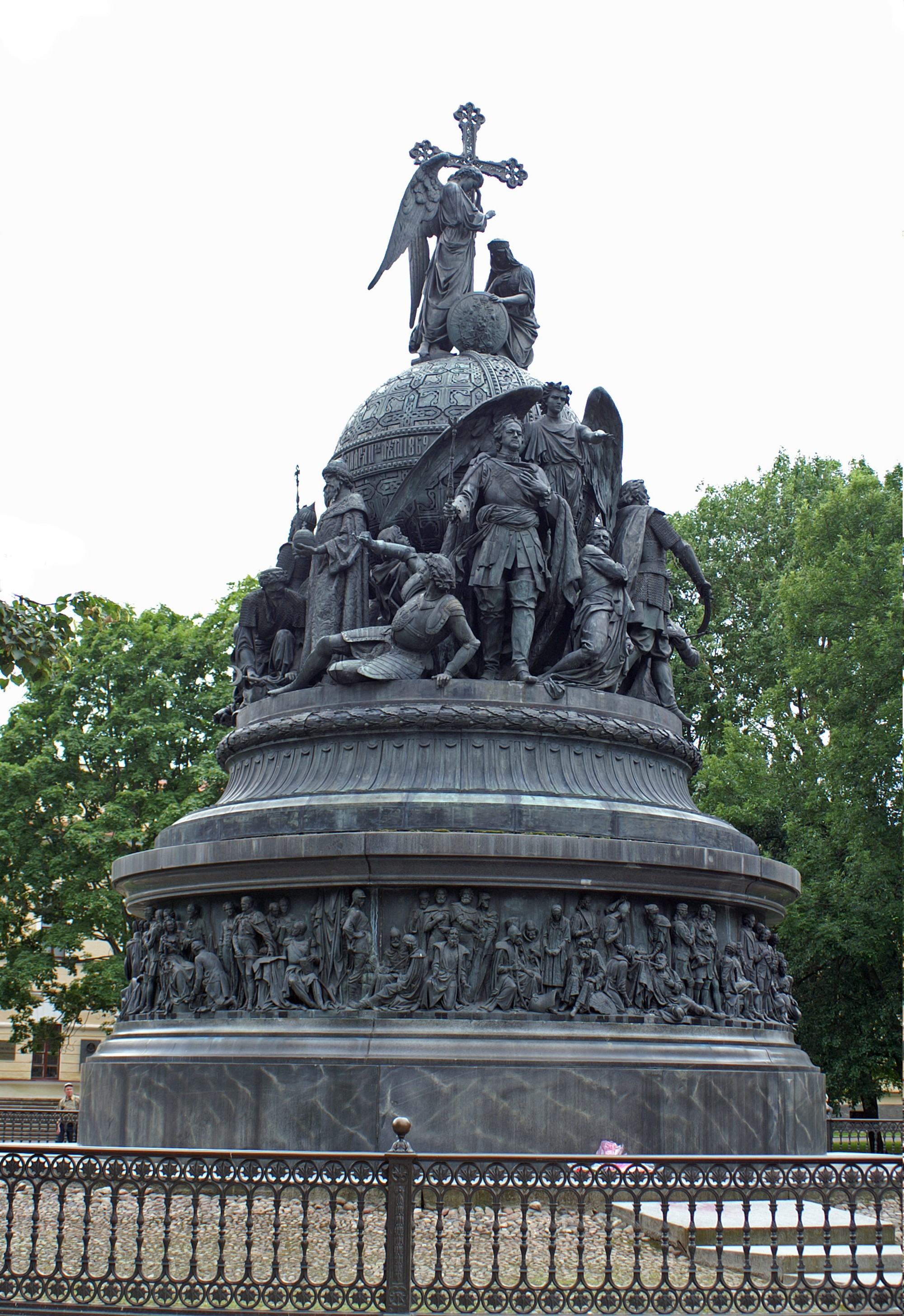
Nationaldenkmal Tausend Jahre Russland in Nowgorod (1862)
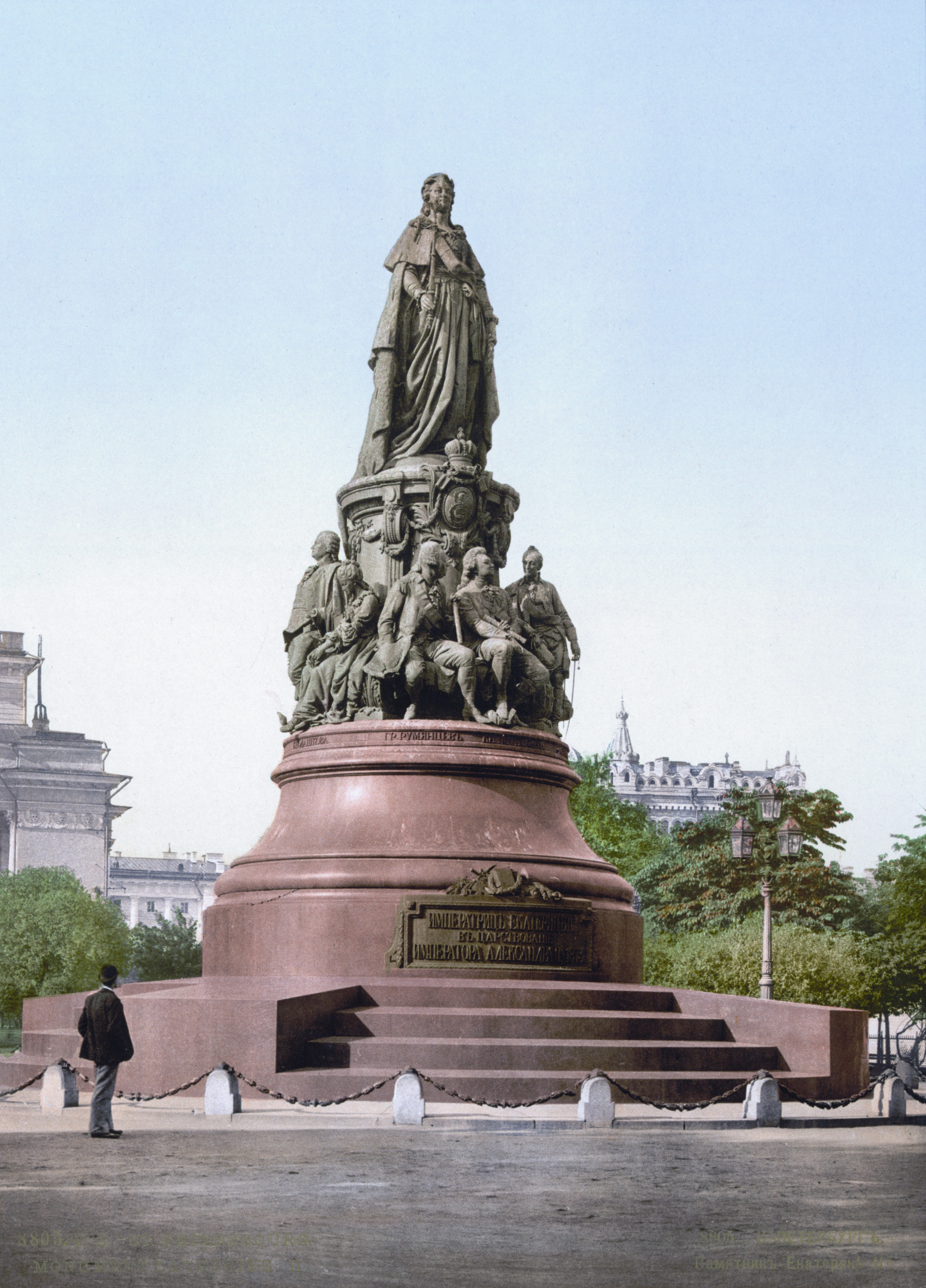
Denkmal Katharinas der Großen in Sankt Petersburg (1873)
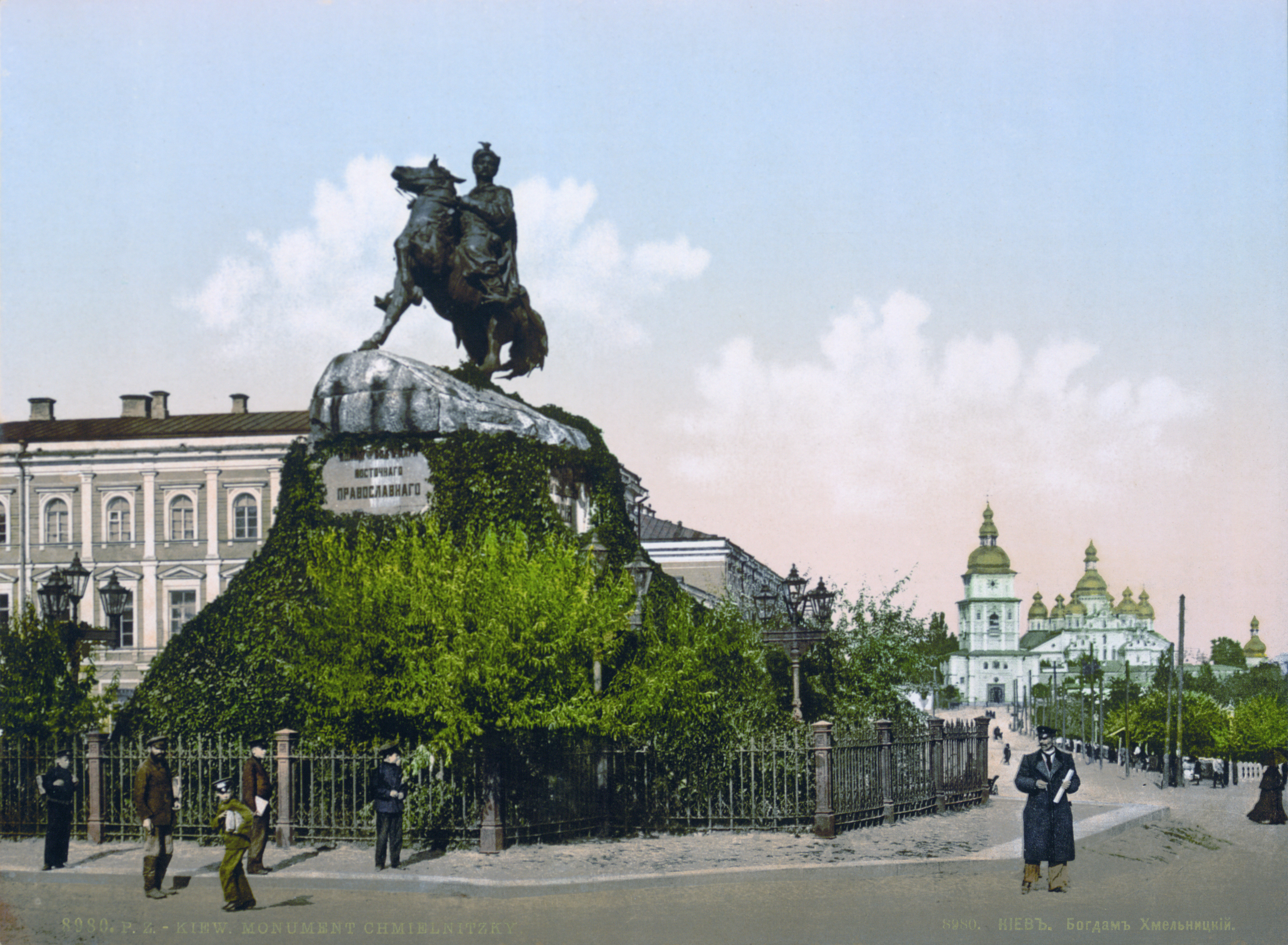
Bohdan-Chmelnyzkyj-Denkmal in Kiew (1888)